# Estação Vasileostrovskaia
Vasileostrovskaia (em russo:  Василеостровская) é uma das estações da linha Nevsko-Vasileostrovskaia (Linha 3) do metro de São Petersburgo, na Rússia. Estação «Vasileostrovskaia» está localizada entre as estações «Gostinii Dvor» (ao sudeste, através do rio Neva) e «Primorskaia» (ao oeste).